# Cosmethis rosenbergi
Cosmethis rosenbergi är en fjärilsart som beskrevs av Arnold Pagenstecher 1886. Cosmethis rosenbergi ingår i släktet Cosmethis och familjen mätare. Inga underarter finns listade i Catalogue of Life.